# Bajo Allende 1ra. Sección
Bajo Allende 1ra. Sección är en ort i Mexiko.   Den ligger i kommunen Macuspana och delstaten Tabasco, i den sydöstra delen av landet, 700 km öster om huvudstaden Mexico City. Bajo Allende 1ra. Sección ligger 9 meter över havet och antalet invånare är 150.
Terrängen runt Bajo Allende 1ra. Sección är platt åt nordost, men åt sydväst är den kuperad. Runt Bajo Allende 1ra. Sección är det ganska tätbefolkat, med 56 invånare per kvadratkilometer. Närmaste större samhälle är Macuspana, 19,7 km väster om Bajo Allende 1ra. Sección. Trakten runt Bajo Allende 1ra. Sección består till största delen av jordbruksmark.